# Lonesome George

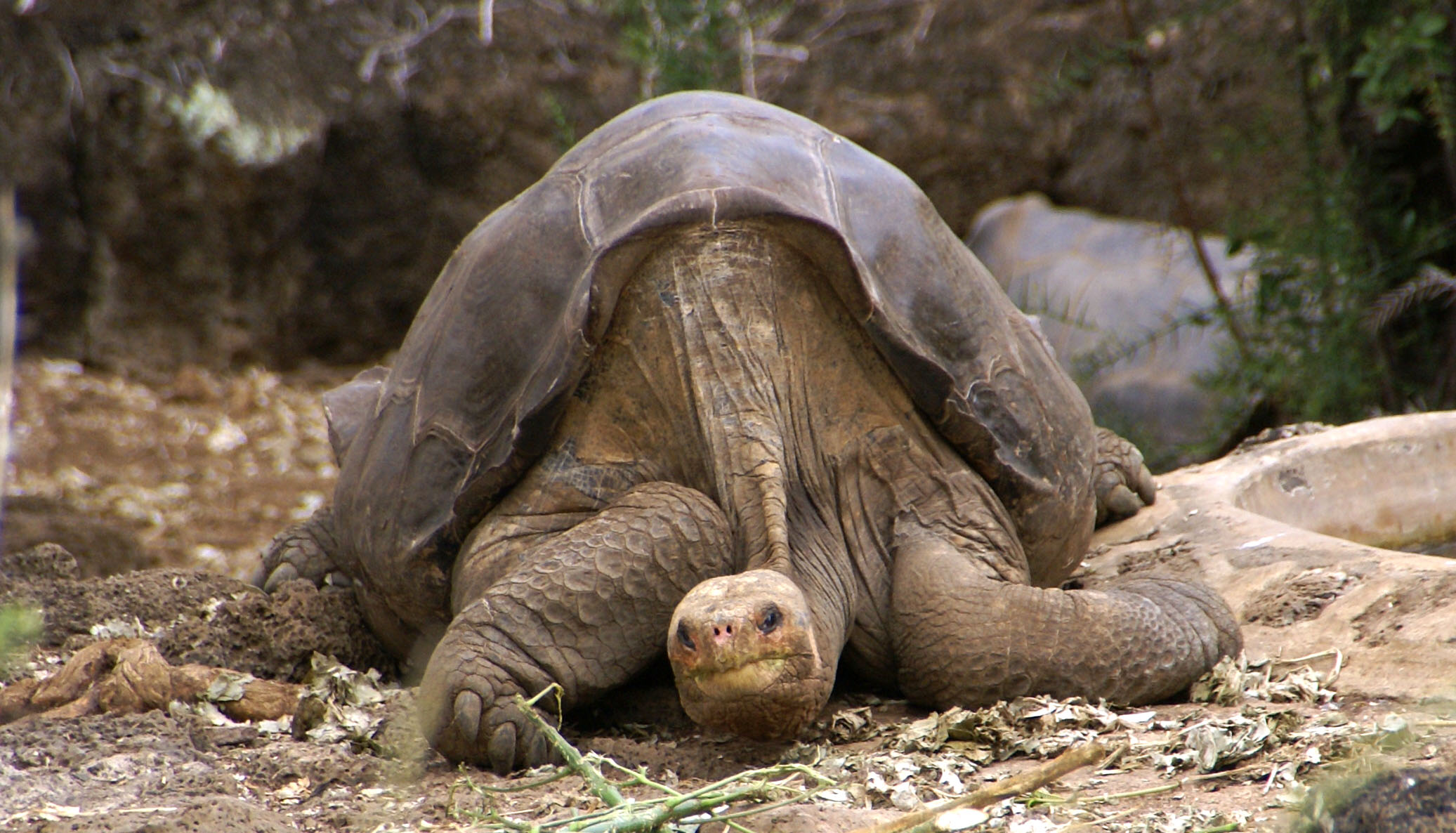
Lonesome George (2007)

Lonesome George (engl. „einsamer Georg“) war eine Galápagos-Riesenschildkröte der Unterart Pinta-Riesenschildkröte (Chelonoidis nigra abingdonii). Er stammte von der Insel Pinta auf den Galápagos-Inseln, wo er 1971 entdeckt wurde, und war bis zu seinem Tod in der Forschungsstation der Charles Darwin Foundation untergebracht. Lonesome George wurde ca. 100 Jahre alt und wog etwa 90 kg. Er starb am 24. Juni 2012 als vermutlich letztes Individuum seiner Unterart.

## Versuche zur Erhaltung vonChelonoidis nigra abingdonii
Nachdem auch bei neueren Expeditionen (zuletzt durch Peter Pritchard im Jahre 2004) auf der Insel Pinta keine weiteren Exemplare dieser Unterart gefunden werden konnten, wurden verschiedene Paarungsversuche – zunächst mit örtlich nahe vorkommenden Unterarten von der Insel Isabela und dann mit den genetisch näher verwandten Schildkröten von San Cristóbal und Española (Geochelone nigra chathamensis, G. nigra hoodensis) – unternommen. Im Juli 2008 wurden sechs intakte Eier in einem Gehege entdeckt, die allerdings nicht befruchtet waren. Auch im Jahr 2010 waren fünf Eier 120 Tage lang erfolglos bebrütet worden.
So starb mit dem ca. 100 Jahre alten George, als letztem lebenden Vertreter von Chelonoidis nigra abingdonii, seine Unterart aus. Er galt als das letzte Exemplar und als eine Symbolfigur der Galápagos-Inseln.
Forscher, die sich mit Lonesome George beschäftigten, sind u. a. Michael Russello von der Universität von British Columbia (Kanada) und Forscher um Jeffrey Powell und Adalgisa Caccone von der US-amerikanischen Yale University in New Haven, Connecticut.

## Balsamierung
Nach seinem Tod wurde George im American Museum of Natural History in New York einbalsamiert und ab 2014 ausgestellt. Im Jahr 2017 kehrte George in seine Heimat auf die Galapágos-Insel Santa Cruz zurück.

## Mögliche lebende Individuen der Pinta-Art
Im 19. Jahrhundert nutzten Walfänger und Piraten die größte der Galápagos-Inseln (Isabela) als Umschlagplatz für Waren und Nahrungsressourcen, wobei diverse gefangene Schildkröten entkommen konnten. Unter der gegenwärtigen Schildkrötenpopulation jener Insel finden sich daher Exemplare mit Genen von verschiedenen Unterarten der Galápagos-Schildkröten.
2006 entdeckte Peter Pritchard, einer der führenden Schildkrötenexperten, im Prager Zoo eine Riesenschildkröte, deren Panzer der Art Chelonoidis nigra abingdonii auffallend ähnelt, also ein weiteres lebendes männliches Exemplar der Insel Pinta – wie man zunächst hoffte. DNA-Analysen zeigten jedoch, dass es sich bei jenem Exemplar um eine Pinzón-Riesenschildkröte (Chelonoidis nigra duncanensis) handelt.
Mittels DNA-Analysen wurde 2007 in der Nähe des Wolf-Vulkans ein männliches Tier mit Genen sowohl von Chelonoidis nigra abingdonii als auch von Chelonoidis nigra chathamensis gefunden. Im November 2012 entdeckten Forscher auf einer der Galapagos-Inseln 17 Exemplare, die Gene von Chelonoidis abingdonii besitzen. Das berichtete das ecuadorianische Umweltministerium in Quito am 21. November 2012. Bei der Untersuchung des Galapagos-Naturparks, die gemeinsam mit der amerikanischen Yale University durchgeführt wurde, fanden die Forscher demnach neun Weibchen, drei Männchen und fünf Jungtiere auf der Insel Isabela. Sie stammen zum Teil in erster Generation von der Unterart Chelonoidis abingdonii auf der Insel Pinta ab, der auch Lonesome George angehörte. Momentan lässt sich jedoch nicht zweifelsfrei belegen, ob es sich tatsächlich um direkt artverwandte Tiere handelt. Es besteht die Hoffnung, dass es unter den etwa 2000 Individuen der Wolf-Population noch ein reinrassiges Elterntier der Pinta-Art gibt, wenngleich dies als sehr unwahrscheinlich erscheint.
Im Rahmen einer großangelegten DNA-Erfassung der Tiere auf Isabela wurde die Entdeckung einer neuen Art (Chelonoidis donfaustoi) auf Isabela gemeldet, die genetisch große Ähnlichkeit mit Chelonoidis abingdonii aufweist und mit deren Hilfe nach Meinung der beteiligten Wissenschaftler möglicherweise ein Zuchterfolg erzielt werden könnte, der der ausgestorbenen Art Chelonoidis nigra abingdonii nahekommt.
Möglicherweise befinden sich einige Pintaschildkröten noch in Zoos oder privater Hand: Da sie äußerlich nicht von ähnlichen Unterarten unterschieden werden können, kann eine sichere Identifizierung nur durch aufwendige Blutanalysen erfolgen, die bei vielen Tieren in Gefangenschaft noch nicht durchgeführt worden sind.